# 21478 Maggiedelano
21478 Maggiedelano este un asteroid din centura principală de asteroizi.

## Descriere
21478 Maggiedelano este un asteroid din centura principală de asteroizi. A fost descoperit pe 23 aprilie 1998 la Socorro, New Mexico, în cadrul proiectului LINEAR. Asteroidul prezintă o orbită caracterizată de o semiaxă mare de 2,97 ua, o excentricitate de 0,22 și o înclinație de 11,9° în raport cu ecliptica.